# Instytut Zachodni im. Zygmunta Wojciechowskiego
Instytut Zachodni im. Zygmunta Wojciechowskiego (ang. Institute for Western Affairs, niem. West-Institut, fr. Institut Occidental) – polski instytut badawczy z siedzibą w Poznaniu, który utworzono ustawą z dnia 17 grudnia 2015. Instytut jest następcą prawnym istniejącego od 1945 Instytutu Zachodniego – Instytutu Naukowo-Badawczego im. Zygmunta Wojciechowskiego. Nadzór nad Instytutem sprawuje Prezes Rady Ministrów.
IZ zajmuje się monitorowaniem i analizą sytuacji politycznej, gospodarczej, społecznej i prawnej w Niemczech, a także śledzi stosunki polsko-niemieckie oraz problematykę międzynarodową: procesy w Unii Europejskiej, relacje transatlantyckie, wyzwania i zagrożenia globalne. Podstawowym zadaniem IZ jest prowadzenie badań naukowych oraz przygotowywanie analiz, raportów, ekspertyz i studiów prognostycznych na potrzeby organów władzy publicznej w Polsce.
Integralną częścią placówki jest Gabinet Krzysztofa Skubiszewskiego.

## Historia i funkcjonowanie Instytutu
Rodowód Instytutu Zachodniego jest silnie zakorzeniony w myśli zachodniej przywracającej pamięć o historycznych związkach kresów zachodnich z Polską. W okresie dwudziestolecia międzywojennego myśl zachodnia rozwijała się zwłaszcza na Uniwersytecie Poznańskim, stanowiącym ważny ośrodek badań niemcoznawczych, prowadzono prace badawcze dotyczące  stosunków polsko-niemieckich oraz dokumentowano polską przeszłość wschodnich prowincji Niemiec. Poznańskie środowisko naukowe skupiało wówczas tak wybitnych uczonych, jak: Jan Czekanowski, Kazimierz Tymieniecki, Teodor Tyc, Józef Kostrzewski, Mikołaj Rudnicki, Maria Kiełczewska-Zaleska oraz Zygmunt Wojciechowski.
Koncepcja utworzenia specjalistycznej placówki badawczej, zajmującej się problematyką niemiecką i dziejami trudnego sąsiedztwa polsko-niemieckiego, pojawiła się podczas II wojny światowej, w drugiej połowie 1943, w środowisku podziemnej organizacji „Ojczyzna”, powiązanej ze strukturami Polskiego Państwa Podziemnego. „Ojczyzna” kierowała pracami m.in. Sekcji Zachodniej Departamentu Informacji i Prasy Delegatury Rządu na Kraj. Już wówczas działacze „Ojczyzny”, wśród których byli Zygmunt Wojciechowski, Edmund Męclewski, Jan Jacek Nikisch, Edward Serwański, Andrzej Grodek i Jan Zdzitowiecki, jako jeden z głównych elementów powojennego porządku w Europie uznali ustanowienie zachodniej granicy Polski nad Odrą i Nysą Łużycką. Wtedy też padła po raz pierwszy nazwa placówki – Instytut Zachodni, a także tytuł czasopisma – „Przegląd Zachodni”. Pierwszy dokument, w którym zarysowano profil badawczy i strukturę organizacyjną Instytutu Zachodniego, przygotowano w grudniu 1944 w formie notatki dla Delegatury Rządu na Kraj. Ten właśnie moment uważa się za datę powstania Instytutu Zachodniego.
Pomysł utworzenia Instytutu Zachodniego zrodził się w Milanówku pod Warszawą, gdzie wówczas przebywał prof. Z. Wojciechowski i gdzie konspiracyjnie spotykali się inni inicjatorzy pomysłu z organizacji „Ojczyzna”: A. Grodek, E. Męclewski i J. Zdzitowiecki. Wybór Poznania jako siedziby Instytutu Zachodniego od początku nie budził żadnych wątpliwości. Miało to być m.in. nawiązanie do tradycji myśli zachodniej i badań niemcoznawczych, prowadzonych na Uniwersytecie Poznańskim.
Oficjalne powołanie do życia Instytutu Zachodniego nastąpiło 27 lutego 1945, krótko po Memoriale w sprawie Instytutu Zachodniego, skierowanym przez prof. Wojciechowskiego do premiera Edwarda Osóbki-Morawskiego. Statut Instytutu zatwierdzono 6 sierpnia 1945. Pierwszym dyrektorem Instytutu Zachodniego został jego inicjator prof. Z. Wojciechowski, historyk prawa i znawca problematyki niemieckiej. Ówczesne zadania naukowe placówki to opisywanie okupacji niemieckiej, analiza procesu włączania Ziem Zachodnich, badanie dziejów relacji polsko-niemieckich. Profil ten następnie wzbogacono o zagadnienia integracji europejskiej (pionierskie badania w Polsce), współczesność obu państw niemieckich, przemiany w Europie Środkowo-Wschodniej, stosunki Wschód-Zachód.
Przełom lat 1989/1990 stworzył nowe możliwości badawcze dla Instytutu, poszerzając i pogłębiając zakres tematyczny zainteresowań; podjęto w szerokim wymiarze m.in. kwestie procesów integracyjnych i dezintegracyjnych w Europie, w tym zjednoczenia Niemiec, zagadnienia roli Niemiec w środowisku międzynarodowym, problematykę dziedzictwa niemieckiego na Ziemiach Zachodnich, a także kwestię bezpieczeństwa w wymiarze regionalnym i globalnym oraz relacji transatlantyckich.
Instytut do 1991 funkcjonował jako placówka naukowo-badawcza, z którą współpracowało i pełniło funkcję nadzorującą Towarzystwo Instytut Zachodni jako jej organ założycielski. Takie rozwiązanie zapewniało materialne podstawy do pracy badawczej, a zarazem spajało etatową kadrę placówki ze środowiskiem naukowym Poznania i kraju. W 1991 Instytut Zachodni przekształcono w jednostkę badawczo-rozwojową nadzorowaną najpierw przez Ministra Spraw Zagranicznych, a od 2013 – Ministra Nauki i Szkolnictwa Wyższego. Obecny status prawny jako państwowej jednostki organizacyjnej podległej Kancelarii Prezesa Rady Ministrów poznańska placówka uzyskała 17 grudnia 2015 na mocy ustawy.

## Struktura Instytutu

### Dyrektorzy Instytutu

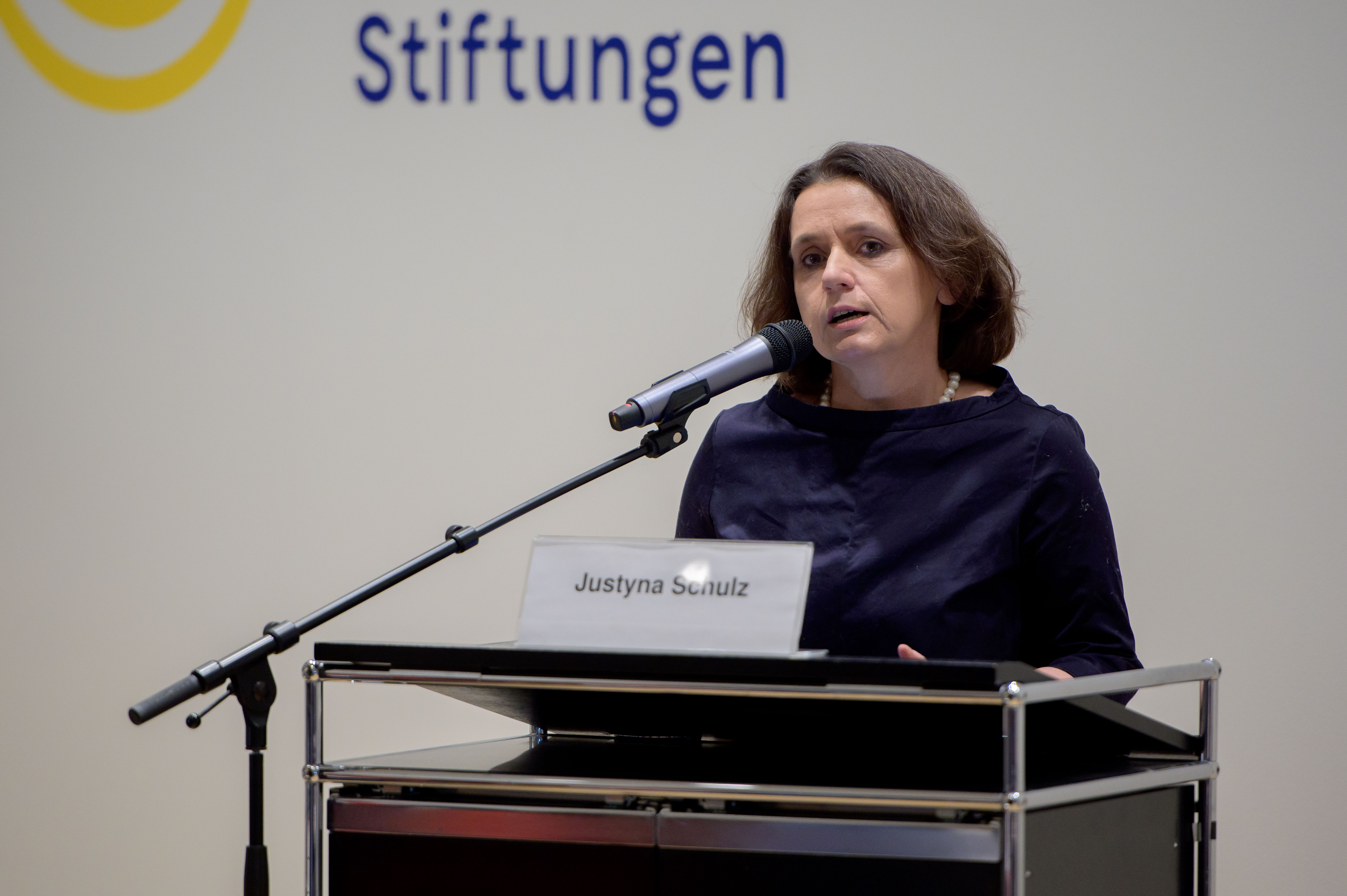
Justyna Schulz (2019)

- Zygmunt Wojciechowski (1945–1955)
- Kazimierz Piwarski (1956–1958)
- Gerard Labuda (1959–1961)
- Michał Sczaniecki (1961–1964)
- Zdzisław Kaczmarczyk (1964–1965)
- Władysław Markiewicz (1966–1973)
- Lech Trzeciakowski (1974–1978)
- Antoni Czubiński (1978–1990)
- Anna Wolff-Powęska (1990–2004)
- Andrzej Sakson (2004–2011)
- Michał Nowosielski (2011–2017)
- Justyna Schulz (2017–2025)
- Krzysztof Malinowski (w 2025)
- Michał Nowosielski (od 2025)

### Działy Instytutu

#### a. Pion badawczo-analityczny
- Zespół: Niemcy – państwo, społeczeństwo, gospodarka
- Zespół: Niemcy – Europa – świat
- Zespół: Historia i polityka
- Zespół: Bezpieczeństwo globalne
- Projekt: Ziemie Zachodnie i Północne

#### b. Pion wsparcia
- Dział komunikacji publicznej
- Dział wydawnictwa
- Dział organizacyjny
- Dział biblioteka

### Biblioteka
Zbiory Biblioteki I, liczące ogółem ponad 120 tys. różnego rodzaju prac, stanowią największy w Polsce zasób specjalistyczny z zakresu niemcoznawstwa (w tym prasy niemieckiej); ponadto Biblioteka IZ posiada bogate i cenne zbiory z zakresu historii Polski i powszechnej, problematyki europejskiej i stosunków międzynarodowych, zagadnień socjologicznych, prawnych i ekonomicznych.

### Zbiory dokumentów
W zasobach Instytutu Zachodniego znajdują się unikatowe zespoły archiwalne (zdigitalizowane): Archiwum II Wojny Światowej i Archiwum Ziem Zachodnich. Gromadzone przez lata dokumenty, wspomnienia i różne zapiski osobiste, materiały archiwalne, fotografie, publikacje z czasów okupacji tworzą Archiwum II Wojny Światowej. Materiały pochodzące z tych zbiorów zamieszczane są w monografiach i albumach, eksponowane na wystawach oraz wykorzystywane w filmach dokumentalnych i reportażach. Z kolei w Archiwum Ziem Zachodnich znalazły się m.in. efekty pionierskich prac badawczych Instytutu Zachodniego, prowadzonych po wojnie na Ziemiach Odzyskanych, oraz pamiętniki mieszkańców tych ziem, nadesłane na konkursy ogłaszane przez Instytut Zachodni w latach 1956, 1966 i 1970.

### Wydawnictwo
Istniejące od 1945 Wydawnictwo Instytutu Zachodniego wydało ponad 400 książek, 350 numerów czasopisma „Przegląd Zachodni” (w przeszłości wydawano czasopisma także w j. angielskim, francuskim i niemieckim) oraz wiele innych wydawnictw okazyjnych i seryjnych; publikuje prace pracowników IZ oraz autorów z innych ośrodków naukowych i eksperckich zarówno z Polski, jak i zagranicy.

### Rada Instytutu
Powołana na mocy ustawy pełni rolę opiniującą.
Z dniem 30 grudnia 2023 roku skład rady Instytutu został odwołany.

## Program badawczo-analityczny Instytutu
Badania i analizy są realizowane w ramach głównych bloków tematycznych:
- Niemcy: zagadnienia wewnętrzne (polityczne, gospodarcze, społeczne, prawne);
- Niemcy na arenie międzynarodowej (m.in. w ramach Unii Europejskiej, układu transatlantyckiego, globalne zaangażowanie, polityka bezpieczeństwa);
- Historyczne, polityczne i prawne aspekty relacji polsko-niemieckich, w tym kształtowanie pamięci zbiorowej i polityki historycznej; historia Niemiec;
- Globalne wyzwania i problemy w zakresie bezpieczeństwa (w tym terroryzm, migracje, zagadnienia pomocy humanitarnej);
- Ziemie Zachodnie i Północne: aspekty historyczne, socjologiczne i kulturowe

## Rezultaty prac badawczych i analitycznych
Wyniki prac badawczych i analitycznych, prowadzonych w IZ, są prezentowane w formie: publikacji; opracowań dla organów administracji publicznej; on-line.

### Publikacje
- Monografie i prace zbiorowe wydawane w ramach serii: Prace Instytutu Zachodniego, Biblioteka „Przeglądu Zachodniego”, Studium Niemcoznawcze, Studia Europejskie, Ziemie Zachodnie – Studia i Materiały, Documenta Occupationis, IZ Policy Papers
- Czasopismo naukowe „Przegląd Zachodni” (wydawane od 1945; zdigitalizowane)

### Opracowania dla organów administracji publicznej
- Notatki IZ
- Ekspertyzy IZ
- Raporty IZ
- Monitor Bezpieczeństwa oraz materiały niecykliczne

## Gabinet Ministra Krzysztofa Skubiszewskiego
Integralną częścią Instytutu Zachodniego jest Gabinet Krzysztofa Skubiszewskiego. Znalazły się w nim zbiory przekazane w 2014 r. przez rodzinę prof. Krzysztofa Skubiszewskiego, ministra spraw zagranicznych w latach 1989–1993, prawnika i dyplomatę. Obok bogatego księgozbioru znajdują się w nim dokumenty, korespondencja, odręczne notatki, fotografie oraz inne pamiątki osobiste i rodzinne.